# Jivaromyia
Jivaromyia là một chi ruồi trong họ Limoniidae. Chúng thường xuất hiện ở Ecuador.

## Các loài
- Jivaromyia problematica Alexander, 1943